# Paloznak

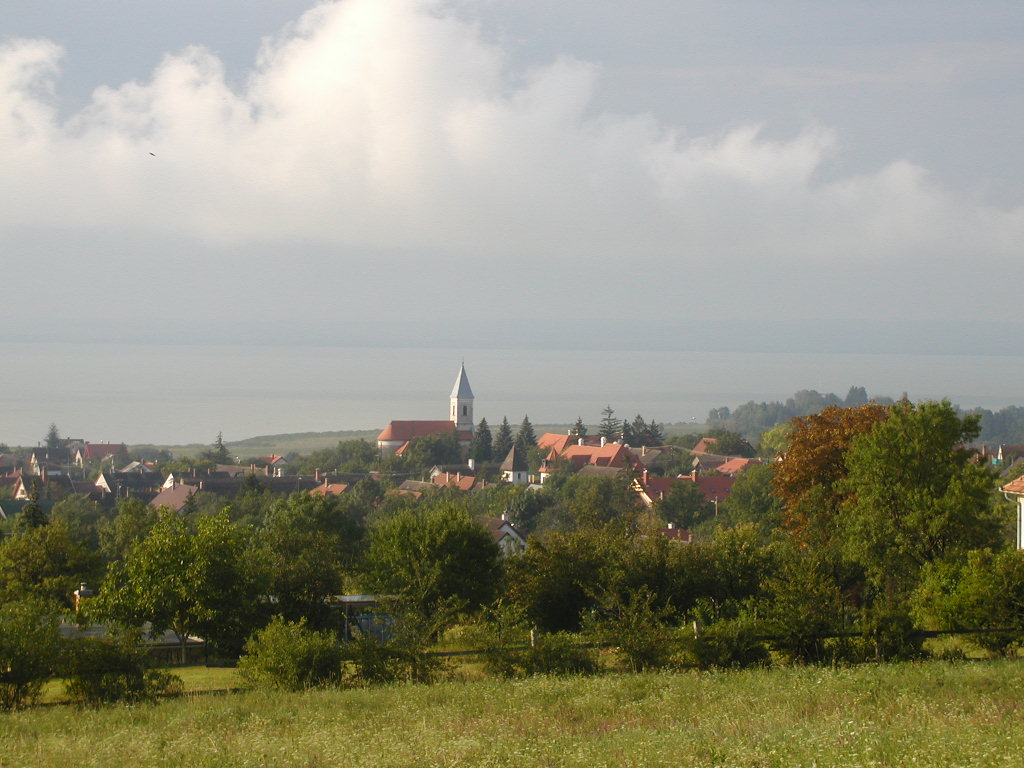
Utsikt mot Palzonak.

Paloznak är ett samhälle i provinsen Veszprém i Ungern. Paloznak ligger i distriktet Balatonfüred och har en area på 8,80 km². År 2020 hade Paloznak totalt 489 invånare.